# Административное деление Гренландии

Административное деление Гренландии с 2018 года

В административном отношении Гренландия делится на 5 коммун (дат. Kommuner, гренл. Kommunia); также муниципалитеты (англ. municipality). 
Центры бывших коммун считаются городами (дат. by), все остальные населённые пункты — посёлками (дат. bygd).
| На карте                             | Герб | Название (рус.)                                 | Название (гренл.)        | Перевод                     | Население, чел. (2019) | Площадь, км² | Плотность, чел./км² |
| ------------------------------------ | ---- | ----------------------------------------------- | ------------------------ | --------------------------- | ---------------------- | ------------ | ------------------- |
|                                      |      | Аванаата                                        | Avannaata communia       | Северная коммуна            | 10 651                 | 522 700      | 0,02                |
|                                      |      | Кекерталик                                      | Kommune Qeqertalik       | Коммуна та, что с островами | 6 504                  | 62 400       | 0,1                 |
|                                      |      | Кекката                                         | Qeqqata Kommunia         | Средняя коммуна             | 9 627                  | 115 500      | 0,08                |
|                                      |      | Куяллек                                         | Kommune Kujalleq         | Южная коммуна               | 7 755                  | 32 000       | 0,24                |
|                                      |      | Сермерсоок                                      | Kommuneqarfik Sermersooq | Коммуна, где много льда     | 20 998                 | 635 600      | 0,03                |
| Невключённые территории (вне коммун) |      |                                                 |                          |                             |                        |              |                     |
|                                      |      | Северо-Восточный Гренландский национальный парк |                          |                             | 0                      | 972 000      |                     |
|                                      |      | Авиабаза Туле                                   |                          |                             | 86                     |              |                     |
|                                      |      | Всего                                           |                          |                             | 55 992                 | 2 277 800    | 0,023               |

## История
Первоначально Гренландия была разделена на две колонии - Северную Гренландию со столицей в Кекертарсуаке (ранее Готхавн) и Южную со столицей в Нууке (ранее Готхоб). Колонии были объединены в 1940 году, и администрация была сосредоточена в Готхобе.
В 1953 году новая датская конституция способствовала тому, что Гренландия стала полноправным членом Датского королевства, и все её жители получили датское подданство.
В 1908 году Гренландия была разделена на 63 муниципалитета с избранными муниципальными советами. 
Для статистических и некоторых нормативных целей в 1951 году остров был разделен на три территории (landdele): Западная, Северная и Восточная Гренландия. Большой Северо-Восточный национальный парк был создан в 1974 году и охватывает северную часть Восточной Гренландии, а в 1988 году был дополнен восточной частью Северной Гренландии.
С появлением самоуправления в 1979 году три гренландские территории (amt) были переименованы в Китаа (Западная Гренландия), Туну (Восточная Гренландия) и Аваннаа (Северная Гренландия). Их границы которых проходили практически по прямой по ледовому щиту, граница между Восточной и Западной Гренландией пролегала по 44° западной долготы. Каждая территория имела дополнительное деление на коммуны (муниципалитеты): Китаа состояла из 15, Туну из двух, Аваннаа — одной. Некоторые земли не входили в состав коммун и территорий — Северо-Восточный Гренландский национальный парк, расположенный как в Восточной, так и в Северной Гренландии, а также авиабаза Туле, расположенная рядом с Каанааком.
|  |  |  |

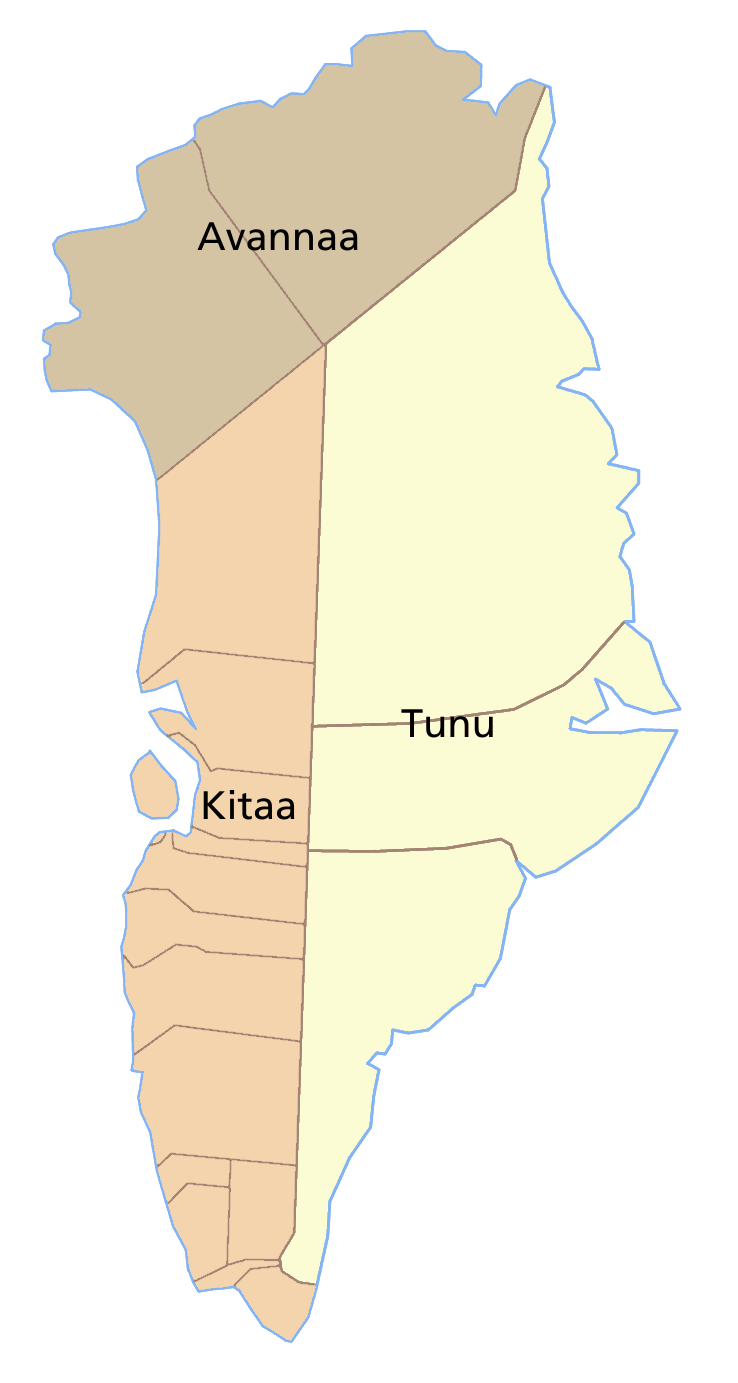
Три территории Гренландии — прежнее деление страны

Новое административное деление страны вступило в силу с 1 января 2009 года. Новые коммуны были составлены из прежних 18 коммун, по-прежнему невключёнными территориями остаются авиабаза Туле (Питуффик) и Северо-Восточный Гренландский национальный парк.
Самая маленькая и южная коммуна Куяллек включает бывшие коммуны Нанорталик, Какорток и Нарсак. Самая северная коммуна Каасуитсуп включает бывшие коммуны Каанаак, Уумманнак, Упернавик, Кекертарсуак, Иллулисат, Касианнгуит и Аасиаат. Коммуна Кекката включает бывшие коммуны Маниитсок, Сисимиут и Кангаатсиак. Столичная коммуна Сермерсоок включает прежние коммуны Нуук, Паамиут, Ивиттуут и восточные Аммассалик и Иттоккортоормиит.

### Китаа(Западная Гренландия)
(с юга на север).
Южная часть:
- Нанорталик
- Какорток
- Нарсак
- Ивиттуут
- Паамиут

Центральная часть:
- Нуук
- Маниитсок
- Сисимиут
- Кангаатсиак
- Аасиаат
- Касигианнгуит
- Илулиссат
- Кекертарсуак

Северная часть:
- Уумманнак
- Упернавик
- Северо-Восточный Гренландский национальный парк (небольшая часть, невключённая территория)

### Туну(Восточная Гренландия)
- Аммассалик
- Иттоккортоормиит
- Северо-Восточный Гренландский национальный парк (южная часть, невключённая территория)

### Аваннаа(Северная Гренландия)
- Каанаак
- Авиабаза Туле (Питуффик, невключённая территория)
- Северо-Восточный Гренландский национальный парк (Северная часть, невключённая территория)

Современное деление Гренландии действует с 1 января 2018 года, когда самая большая коммуна Каасуитсуп была разделена на новые муниципалитеты Аваннаата и Кекерталик.